# Молодёжь Справедливой России
«Молодёжь Справедливой России» — всероссийская молодёжная организация партии «Справедливая Россия — Патриоты — За правду», которая представлена в 68 регионах Российской Федерации. Основана 11 марта 2020 года.
Организация объединяет в себе представителей «Справедливой силы», выпускников «Молодёжного кадрового резерва СР», молодых депутатов и членов партии до 36 лет, а также беспартийную молодёжь, которая разделяет ценности социализма и поддерживает программу партии «Справедливая Россия».
Организация занимается политическим просвещением и инициативами среди молодёжи Российской Федерации.

## История

### История молодёжных крыльев партии
В период с 2006 по 2009 гг. у партии «Справедливая Россия: Родина / Пенсионеры / Жизнь» существовало три молодёжных движения: «Ура!», «Победа» и «Лига справедливости». В 2009 г. они объединились в Всероссийскую общественную организацию «Молодые социалисты России», руководителем которой стал Дмитрий Гудков, депутат Государственной Думы VI созыва. Организация прекратила своё существование в 2011 году.
В 2012 году была создана новая организация – Общероссийское общественное движение «Социал-демократический союз молодёжи "Справедливая сила"». Учредительная конференция движения состоялась 19 июня 2012 года, а Илья Свиридов был избран председателем. 14 марта 2013 г. движение было зарегистрировано в Министерстве юстиции РФ, и в том же году были учреждены представительства в 51 субъекте РФ. Представители «Справедливой силы» регулярно посещали молодёжные форумы: «Селигер» и «Территория смыслов».
В рамках деятельности «Справедливой силы» были организованы:
- дискуссионный клуб молодых политиков Level Up[10];
- проект «Красная Книга Памятников», направленный на сохранение ценных архитектурных и исторических памятников;
- проект «Медицинская грамотность населения».

Илья Свиридов был одним из инициаторов проведения в России «XIX Всемирного фестиваля молодёжи и студентов» в октябре 2017 г. и входил в состав Президиума Национального подготовительного комитета фестиваля. За вклад в подготовку и проведение он был награждён грамотой и памятной медалью Президента России. Движение «Социал-демократический союз молодёжи "Справедливая сила"» просуществовало до 2019 г.
Одновременно с развитием «Справедливой силы» был создан образовательный проект для молодёжи – «Молодёжный кадровый резерв СР» (МКР), нацеленный на формирование кадрового резерва молодых специалистов и начинающих политиков. Первый семинар состоялся в июле 2015 г. в Калужской области, объединив 45 участников из разных регионов России. В рамках мероприятий проводились деловые игры, моделирование выборов, создание политических партий и участие в дебатах. Сергей Миронов, председатель партии «Справедливая Россия», принимал участие в каждом семинаре.
В 2016 г. в Центральном аппарате партии был создан Департамент по работе с кадровым резервом, который возглавляла Анастасия Павлюченкова до ноября 2017 г., а затем Валерия Шарко до 2018 г. В 2019 году департамент был упразднён.
В 2017 г. активисты МКР провели акцию «Говорит молодёжь», направленную на поддержку новых положений в молодёжной политике России. Через две недели акция была повторена в 42 регионах и охватила 56 городов. По итогам 2017 г. МКР провёл два федеральных обучающих семинара, в которых приняли участие более 400 выпускников.
«Молодёжный кадровый резерв СР» стал отправной точкой в карьере для многих участников. 11 выпускников были избраны депутатами от партии в органы местного самоуправления, десять – занимали посты членов Центрального совета партии, четверо – стали председателями советов региональных отделений партии, а трое работали в Департаменте по работе с кадровым резервом Центрального аппарата партии.

### История создания Молодёжи Справедливой России
11 марта 2020 г. в Государственной Думе была учреждена новая молодёжная организация партии «Справедливая Россия» – Общероссийская общественная организация политического просвещения и инициатив «Молодёжь Справедливой России» (МСР). Лидером была избрана Анастасия Павлюченкова. Основной целью организации стало поощрение активной гражданской позиции среди молодёжи и подготовка нового поколения для участия в политической жизни страны.
Новая организация была сформирована на основе членов «Справедливой силы», выпускников «Молодёжного кадрового резерва СР», молодых депутатов и членов партии в возрасте до 36 лет, а также беспартийной молодёжи, поддерживающей ценности социализма и программу партии.
Одним из основных недостатков предыдущих молодёжных организаций партии была централизация в Москве. В Координационный совет МСР вошли представители всех федеральных округов РФ. Первые региональные отделения МСР были созданы в марте 2020 г. в Свердловской и Челябинской областях. Организация была официально зарегистрирована как юридическое лицо 26 февраля 2021 г.

### Первый состав Координационного совета МСР
В первый состав Координационного совета МСР вошли:
- Павлюченкова Анастасия Юрьевна, Москва, председатель Координационного совета МСР
- Вычужанин Виктор Сергеевич, Челябинская область, заместитель председателя Координационного совета МСР
- Алияров Марат Бейболаевич, Республика Дагестан, федеральный координатор по СКФО
- Бондаренко Александр Валерьевич, Республика Башкортостан, федеральный координатор по ПФО
- Бороздин Сергей Алексеевич, Челябинская область, федеральный координатор по УФО
- Бочарников Сергей Иванович, Белгородская область, федеральный координатор по ЦФО
- Герасимов Егор Владимирович, федеральный координатор по ДФО
- Доможирова Ксения Валерьевна, Пермский край, федеральный координатор по проектной деятельности
- Изюмов Ройне Лауревич, Республика Карелия, федеральный координатор по международной деятельности
- Киселёва Ксения Сергеевна, Томская область, федеральный координатор по правовому и политическому образованию
- Кузьмин Кирилл Александрович, Ставропольский край, федеральный координатор по предпринимательству и финансовой грамотности
- Петров Евгений Александрович, Чувашская Республика, федеральный координатор по взаимодействию с молодёжными общественными организациями
- Полицинский Вадим Александрович, Сахалинская область, координатор по ДФО
- Речкова Елена Александровна, Алтайский край, федеральный координатор по СФО
- Обручников Сергей Николаевич, Москва, федеральный координатор по избирательным кампаниям
- Шарко Валерия Михайловна, Москва, федеральный координатор по интернет-коммуникациям и работе со СМИ
- Юхненко Роман Анатольевич, Республика Крым, федеральный координатор по ЮФО
- Зорин Евгений Николаевич, Брянская область, член Координационного совета МСР

### Первый состав Центральной Контрольно-Ревизионной Комиссии
В первый состав Центральной Контрольно-Ревизионной Комиссии вошли:
- Чукеева Асель Сапаргалиевна, председатель ЦКРК, Красноярский край, курируемые округа ЦФО и ЮФО
- Гребенькова Ирина Геннадиевна, член ЦКРК, Тульская область, курируемые округа ПФО, СКФО, СЗФО
- Лымпио Александр Сергеевич, член ЦКРК, Красноярский край, курируемые округа ДФО, СФО, УФО

В ходе II Съезда МСР летом 2022 г. в состав Координационного совета были введены:
- Антонова Анастасия Евгеньевна, Москва, федеральный куратор региональных отделений
- Долгушин Александр Александрович, Челябинская область, федеральный координатор по законотворческой деятельности
- Козырев Виталий Олегович, Удмуртская Республика, федеральный куратор региональных отделений

## Структура и руководство
Молодёжь Справедливой России состоит из региональных отделений, организованных по одному на субъект федерации, и местных отделений по одному на городской округ или муниципальный район.
Основные руководящие и центральные органы организации включают Съезд, Координационный Совет, единоличный исполнительный орган (Руководитель Центрального Аппарата) и Центральную контрольно-ревизионную комиссию (ЦКРК).

### Съезд Молодёжи Справедливой России
Съезд Молодёжи Справедливой России является высшим центральным руководящим выборным коллегиальным органом, принимающим решения по всем вопросам деятельности организации, её структурным подразделениям, их органам и должностным лицам.
С момента основания организации было проведено 4 съезда:
- 11 марта 2020 г. — Учредительный съезд
- 12 декабря 2020 г. — I Учредительный съезд (повторный в связи с пандемией COVID-19)[20][первичный источник]
- 8-10 июля 2022 г. — II съезд, на котором приняли участие 66 человек из 52 регионов, включая представителей из Донецкой и Луганской Народных Республик[21][первичный источник]. Были разработаны 8 проектов, направленных на поддержку российского вторжения на Украину и работу с молодёжью в подконтрольных России ДНР и ЛНР[22][первичный источник].
- 2 декабря 2023 г. — III съезд, участие в котором приняли более 130 человек, среди них 53 делегата из 43 регионов России, члены высших руководящих органов партии, почётные гости и представители политически активной молодёжи из Белоруссии, Сербии, Узбекистана, Армении и Киргизии. На нём было принято решение о создании Палаты молодых депутатов МСР, объединяющей депутатов всех уровней, избранных от партии «Справедливая Россия — Патриоты — За правду»[23], а также создании Экспертного совета Молодёжи Справедливой России[24][первичный источник].

### Координационный совет
Координационный совет МСР — постоянно функционирующий центральный коллегиальный руководящий орган, ответственный за управление деятельностью организации между съездами. Члены Координационного Совета избираются сроком на три года из числа членов организации. Председатель Координационного Совета МСР — Павлюченкова Анастасия Юрьевна.

### Экспертный совет
На III съезде Молодёжи Справедливой России было принято решение о формировании Экспертного совета. Совет объединяет выдающихся личностей, достигших значительных успехов в рамках МСР, но по причине возраста более не могущих быть её членами. На пост главы совета был избран Виктор Вычужанин. В состав Экспертного совета вошли также:
- Асель Чукеева, заместитель руководителя Центрального Аппарата МСР
- Марат Алияров, депутат Законодательного собрания Республики Дагестан
- Павел Жолобов, депутат Законодательного собрания Челябинской области

### Палата молодых депутатов МСР
На III съезде также была создана Палата молодых депутатов МСР, объединяющая депутатов всех уровней в возрасте от 18 до 35 лет, избранных от партии «Справедливая Россия – За правду». Эта структура была создана для расширения компетенций молодых депутатов.

### Региональные отделения МСР
За время существования организации были учреждены региональные отделения в 68 субъектах Российской Федерации. Первые 48 региональных отделений были созданы в течение первого года деятельности организации.

## Деятельность
МСР активно участвует в политическом просвещении и инициативах среди молодёжи, организуя мероприятия, семинары и проекты. Среди ключевых проектов — Всероссийский исторический патриотический квиз «Один народ – одна история», направленный на поддержку молодёжи в Донецкой и Луганской Народных Республиках.

## Скандалы
17 апреля 2021 года региональное отделение МСР в Белгородской области опубликовало пост о заседании Совета регионального отделения с участием депутата Белгородского городского Совета Сергея Бочарникова, сопровождаемый фотографией из кальянной. Публикация вызвала широкое общественное обсуждение. Председатель местной ячейки МСР Андрей Боднарь объяснил, что кальян был заказан в конце встречи и фото сделано исключительно для отчёта. Сергей Бочарников заявил, что не видит ничего криминального в заказе кальяна политиками.